# Schlitz (famiglia)

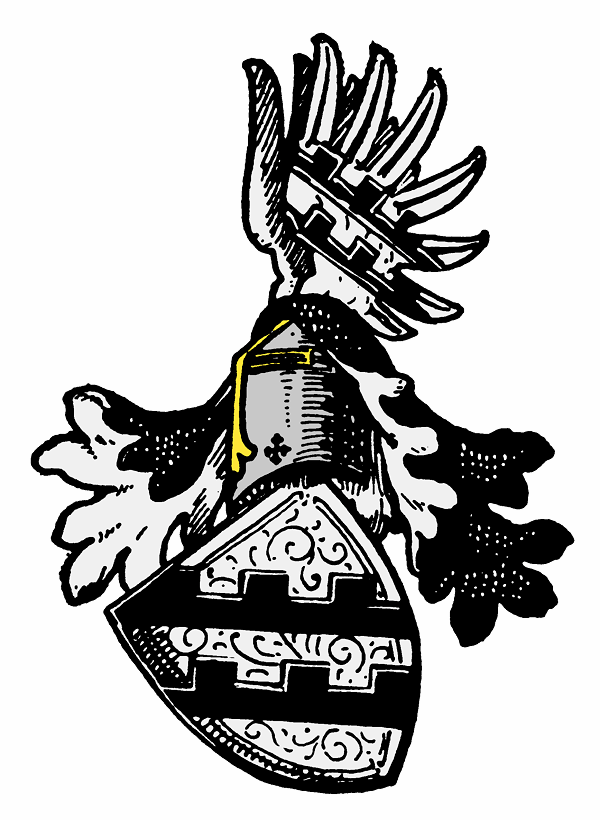
Arma degli Schlitz von Görtz

Schlitz è una famiglia nobile tedesca. I suoi membri erano anche detti von Görtz ed appartennero alla nobiltà cavalleresca tedesca del Sacro Romano Impero; ebbero origine dal centro omonimo nell'Assia orientale. Dal medioevo furono signori feudali dei principi abati di Fulda, di cui erano funzionari ed avevano la carica ereditaria di marescialli ereditari (Erbmarschallwürde).

## Storia
Il primo personaggio noto è Ermenoldus de Slitese (1116). 
Proprietari dell'antica signoria di Wrisbergholzen (1278), gli Schlitz divennero signori dell'impero nel 1408 e, dal 1404, assunsero la denominazione di von Schlitz genannt von Görtz. Dal XVI secolo divennero cavalieri del cantone equestre francone di Rhön und Werra, parte dell'attuale distretto della Bassa Franconia e della Turingia meridionale. 
Il 20 aprile 1654 divennero baroni dell'impero, con le baronìe di Carlsberg und Moorsburg, Ebenthal e Bach in Carinzia ed il titolo ereditario di Ober- Erblandstabelmeister (arcistallieri) per la Carinzia. Possedevano i feudi equestri di Wegfurt, Rechberg e Pfarrstellen. 
Nel 1656 si affrancarono dal vincolo feudale con i principi prevosti di Fulda, divenendo indipendenti e sovrani e nel 1726 furono creati conti per la signoria di Pfarrstellen acquisita dal 1563. Nel 1739 divennero conti dell'impero ed entrarono poi a far parte del collegio dei conti di Wetterau (1804-06) con il riconoscimento di feudo immediato per il possesso cavalleresco di Schlitz, fino alla mediatizzazione del 1806 a favore dell'Assia Darmstadt.
Nel 1829 gli fu riconosciuto il predicato di Erlaucht, che compete ai conti ex sovrani.
Ultimi conti sovrani furono: Georg (1747-94) e Karl Heinrich Johann Wilhelm (1794-06).
Nel XVIII secolo vi erano le due linee di Schlitz e la cadetta di Görtz zu Wrisbergholzen. Tra i personaggi noti della famiglia: 
- Friedrich Wilhelm (1647-28), presidente del consiglio di stato dell'Hannover,
- Georg Friedrich (1668-19), ministro dell'Holstein Gottorp e poi della Svezia,
- Philipp Friedrich (1641-95), Domherr (arciprete) ad Halberstadt e Ritterhauptmann (direttore) del cantone equestre di Rhön Werra,
- Johann Eustach (1737-21), conte, diplomatico e ministro a Weimar, che per la Prussia, partecipò ai lavori della pace di Lunéville (1801).
- Albrecht von Goertz, stilista